# Didcot, Newbury and Southampton Railway

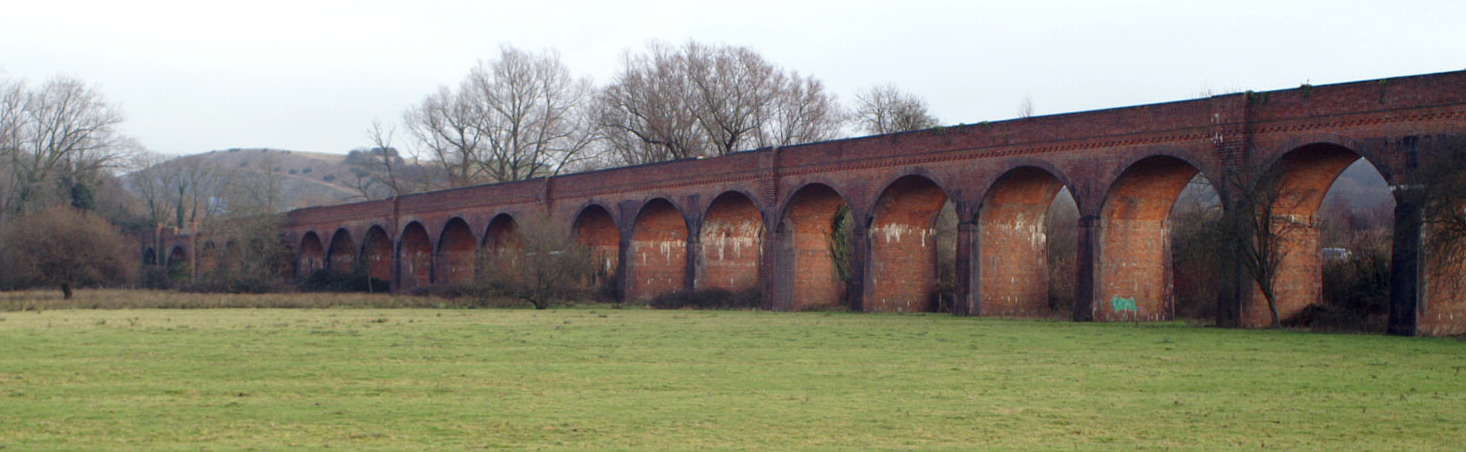
Hockley-Viadukt südlich von Winchester

Die Didcot, Newbury and Southampton Railway war eine britische Eisenbahngesellschaft in England.
Die Gesellschaft erhielt am 5. August 1873 als „Didcot, Newbury and Southampton Junction Railway“ die Konzession zum Bau einer Bahnstrecke von der Great-Western-Railway-Strecke in Didcot zur London-and-South-Western-Railway-Strecke bei Micheldever. Da sich die GWR und die LSWR über den genauen Anschlusspunkt nicht einigen konnten, entschied sich die Gesellschaft eine eigene Strecke nach Southampton zu bauen. Sie änderte deshalb zum 10. August 1882 ihren Namen.
Trotz knapper finanzieller Mittel wurde am 13. April 1882 der Abschnitt zwischen Didcot und Newbury und am 1. Mai 1885 bis Winchester fertiggestellt. Die LSWR stimmte schließlich einer Verbindung in Winchester zu, wobei die Strecke in Winchester einen eigenen Bahnhof östlich der Innenstadt erhielt, abseits des westlich gelegenen Bahnhofs der LSWR an der heutigen South Western Main Line. Südlich von Winchester querte die Strecke über den erhalten gebliebenen Hockley Viaduct das Tal des River Itchen und mündete dann in die South Western Main Line. Für die Gesellschaft war die Verbindung bis Southampton wirtschaftlich notwendig, da man vor allem mit dem zu erwartenden Transportaufkommen aus dem Hafen rechnete. Die beiden großen Gesellschaften GWR und LSWR scheuten sich, die DN&SR zu unterstützen, da sie befürchteten, damit einen Konflikt mit der anderen Gesellschaft auszulösen. Der Betrieb der gesamten Strecke von Didcot bis Winchester oblag der Great Western Railway. Diese stellte auch die Lokomotiven, das Rollmaterial und das Personal. Ab dem Bahnhof Winchester Cheshill bis nach Southampton führte zunächst die LSWR den Betrieb. Ab 1891 erhielt die Gesellschaft für die restliche Strecke bis nach Southampton Streckenbenutzungsrechte.
Zum 1. Januar 1923 wurde die Didcot, Newbury and Southampton Railway auf Grund des Railways Act 1921 in die Great Western Railway integriert. Während des Zweiten Weltkriegs baute die GWR die Strecke zwischen Didcot und Newbury zweigleisig aus, um den kriegsbedingt stark gestiegenen Güterverkehr nach Southampton besser bewältigen zu können. Südlich von Newbury wurden einige Jahre zuvor abgebaute Kreuzungsgleise wieder aufgebaut.
Die Strecke wurde infolge der Beeching-Axt 1964 vollständig stillgelegt und 1967 abgebaut. Ihren Personenverkehr hatte sie bereits zum 7. März 1960 zwischen Newbury und Winchester und zum 10. September 1962 zwischen Didcot und Newbury verloren, war aber noch gelegentlich für umgeleitete Fernzüge wie etwa den Pines Express genutzt worden.